# Ellen Hagen

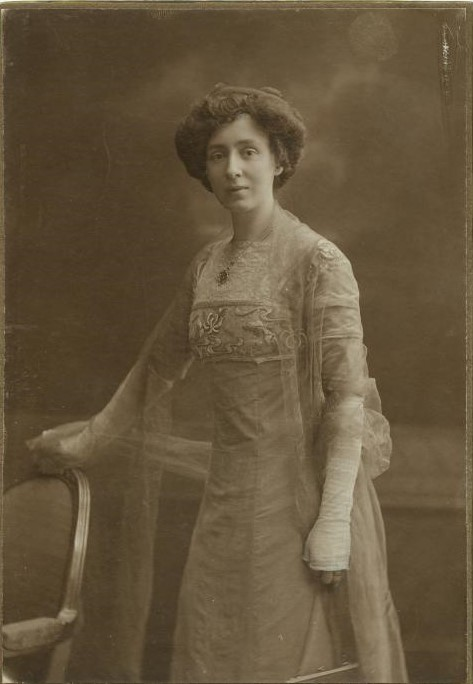
Ellen Hagen, 1913

 Ellen Helga Louise Hagen, geborene Ellen Helga Louise Wadström (* 15. September 1873 in Stockholm, Schweden; † 28. Januar 1967 ebenda) war eine schwedische Frauenrechtlerin, Politikerin und Autorin. Sie war Vorsitzende des Liberala kvinnor (Frauenverbandes der Liberalen Partei) und des Svenska Kvinnors Medborgarförbund (Schwedischen Frauenbundes der Bürger).

## Leben und Werk
Hagen war eines von vier Kindern von Helga und Bernhard Wadström, der Vikar in der Stockholmer Klara-Gemeinde war, und die jüngere Schwester der Schriftstellerin Frida Stéenhoff. Sie besuchte die private Löwenhielmska skolan und die Åhlinska skolan. Sie studierte an der Tekniska skolan, der heutigen Konstfack und nahm einige Jahre privaten Malunterricht bei den Künstlern Richard Bergh und Gottfrid Kallstenius. Nach mehreren Studienaufenthalten in Großbritannien, Frankreich, Deutschland und Italien, gab sie ab 1893 Unterricht in Malen Zeichnen und Handarbeit.

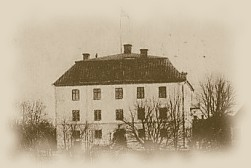
Der Wohnsitz Schloss Gävle um die Jahrhundertwende 1900

Sie heiratete 1896 den Rechtsanwalt und Beamten Robert Hagen, mit dem sie zwei Kinder bekam. Als ihr Ehemann 1918 zum Gouverneur der Grafschaft Gävleborg ernannt wurde, zog sie mit der Familie in das Schloss Gävle. Sie war Vorsitzende von des Rädda Barnens Gävleförening, des De blindas vänner und des Gästriklands hemslöjdsförening (Handwerksverein). Als ihr Mann 1922 starb, sollte sie seine Nachfolge antreten, doch dieser Vorschlag wurde von der Regierung mit der Begründung abgelehnt, dass eine Frau nicht in der Lage sei, die Pflichten einer solchen Funktion auszuüben.

## Politische Aktivitäten und Einsatz für Frauenrechte
1902 gründete sie in Uppsala die Föreningen för kvinnans politiska rösträtt (FKPR), die örtliche Sektion der Landsföreningen för kvinnans politiska rösträtt (LKPR) (Landesvereinigung für das Frauenwahlrecht) und war bis 1923 nach Einführung des allgemeinen Wahlrechts deren Vorsitzende. Sie hielt 1902 ihren ersten öffentlichen Vortrag in Uppsala und im Laufe der Jahre hielt sie mehr als 3.000 Vorträge in Schweden und Europa.
Nachdem die Wahlrechtsfrage gelöst war, wurde die LKPR 1921 in die Schwedische Bürgervereinigung für Frauen umstrukturiert, deren Vorsitzende Hagen von 1936 bis 1963 war. Sie engagierte sich über mehrere Jahrzehnte in der internationalen Frauenbewegung als schwedische Repräsentantin auf vielen Kongressen. Sie war bei der Gründung der politischen Wochenzeitung Tidevarvet der Fogelstadgruppe beteiligt und von 1923 bis 1925 die erste Redakteurin der Zeitschrift.
1924 wurde die Frauengruppe der Frisinnade Folkpartiet gegründet, in der Hagen Vorsitzende wurde. 1927 trat sie in den Vorstand der Freigeistigen Partei ein und kandidierte 1928 für die Reichstagswahl. Nach der Gründung der Volkspartei im August 1934 arbeitete sie für die Gründung des Frauenbundes der Volkspartei und war von 1938 bis 1946 dessen Vorsitzende.
Hagen veröffentlichte viele historische Biografien, darunter auch eine Biographie ihres Großonkels Carl Bernhard Wadström.

## Friedensbemühungen

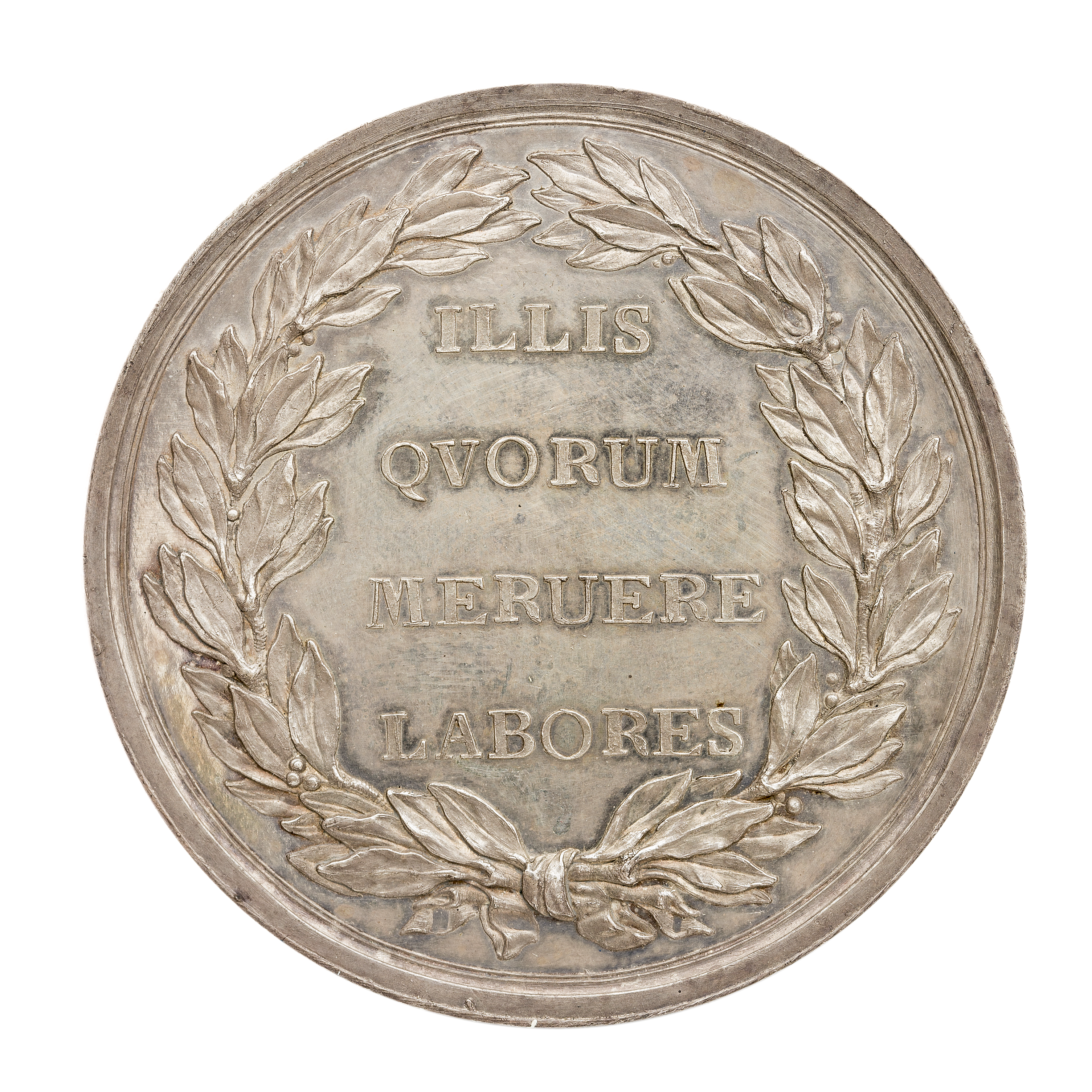
Goldmedaille Illis Quorum, die für herausragende Beiträge zur schwedischen Kultur, Wissenschaft oder Gesellschaft verliehen wird

Hagen war 1931 schwedische Delegierte auf der Abrüstungskonferenz in Paris. Während des Zweiten Weltkriegs setzte sie sich dafür ein, Menschen auf unterschiedliche Weise für verschiedene Formen der Hilfstätigkeit zu aktivieren. Sie war Mitglied des Arbeitskomitees für norwegische Hilfe und trug zur sogenannten „schwedischen Suppe“ bei, die während des Krieges viele Kinder in Norwegen ernährte. Für ihre Bemühungen, Norwegen zu helfen, wurde sie mit dem Freiheitskreuz Haakon VII. geehrt. Für Spaniens Kinder arbeitete sie als Vorsitzende eines Frauenkomitees und half bei der Gründung des schwedischen Frauenhilfeverbandes und wurde dort auch Vorsitzende.
Hagen wurde in Anerkennung ihrer Verdienste um die schwedische Gesellschaft mit der königlichen Illis-Quorum-Medaille geehrt und erhielt 1953 den königlichen Nordstern-Orden. Im Alter von 88 Jahren nahm sie 1961 an ihrer letzten internationalen Frauenkonferenz in Athen teil.
Sie starb 1967 im Alter von 93 Jahren und ist im Grab der Familie Hagen auf dem Uppsala gamla kyrkogård beigesetzt.

## Veröffentlichungen (Auswahl)
- Englands kvinnor avgjorde valet. In: Tidevarvet 1923, S. 1.
- Bernhard Wadström : präst – skriftställare – människovän : en livsbild från de andliga rörelserna under ett gånget sekel. Stockholm, 1936.
- Minnestal över prinsessan Eugenie vid Eugeniahemmets 75-års jubileum 1954. Stockholm, 1971.
- Margareta, Nordens drottning, 1353–1412: en återblick vid 600-årsminnet. Stockholm, 1953.